# Myślice (gmina)
Myślice (1945–46 jako Miślewo) – dawna gmina wiejska istniejąca w latach 1945–1954 w woj. olsztyńskim (jej dawny obszar należy obecnie we wschodnich krańcach woj. pomorskiego). Siedzibą władz gminy były Myślice (niem. Miswalde).
Gmina Miślewo powstała 30 października 1945 w powiecie morąskim na obszarze okręgu mazurskiego, na terenie tzw. Ziem Odzyskanych. 28 czerwca 1946 roku jako jednostka administracyjna powiatu morąskiego gmina weszła w skład nowo utworzonego woj. olsztyńskiego. 14 lutego 1946 gminę zamieszkiwało 1204 mieszkańców
Według stanu z 1 lipca 1952 roku gmina Myślice była podzielona na 12 gromad: Bajdy, Kadziec, Koszajny, Lepno, Lipiec, Lubochowo, Milikowo, Myślice, Podwiejki, Skolwity, Tabory i Wielki Dwór.
Gmina została zniesiona 29 września 1954 wraz z reformą wprowadzającą gromady w miejsce gmin. Jednostki nie przywrócono 1 stycznia 1973 po reaktywowaniu gmin.